# ادوار توبائو
ادوار توبائو (اسپانیایی: Eduard Tubau‎؛ زادهٔ ۶ ژانویهٔ ۱۹۸۱) بازیکن هاکی روی چمن اهل اسپانیا است که در مسابقات کشوری و بین‌المللی در مجموع برندهٔ ۲ مدال طلا، ۳ مدال نقره، ۳ مدال برنز شده‌است.